# Vijaka (rijeka)
Vijaka je rijeka u Bosni i Hercegovini, lijeva pritoka Ukrine. Izvire u mjestu Gajevi u općini Prnjavor. Rijeka protiče kroz općinu Prnjavor kroz mjesta Vršani, Šarinci, Donji Vijačani, Jasik, Drenova i Donji Palačkovci, kod ribnjaka „Prnjavor” kod naselja Kalenderovci Gornji utječe u Ukrinu kao njena lijeva pritoka.